# Ceracupes fronticornis
Ceracupes fronticornis is een keversoort uit de familie Passalidae. De wetenschappelijke naam van de soort is voor het eerst geldig gepubliceerd in 1842 door Westwood.